# Zubeneschamali

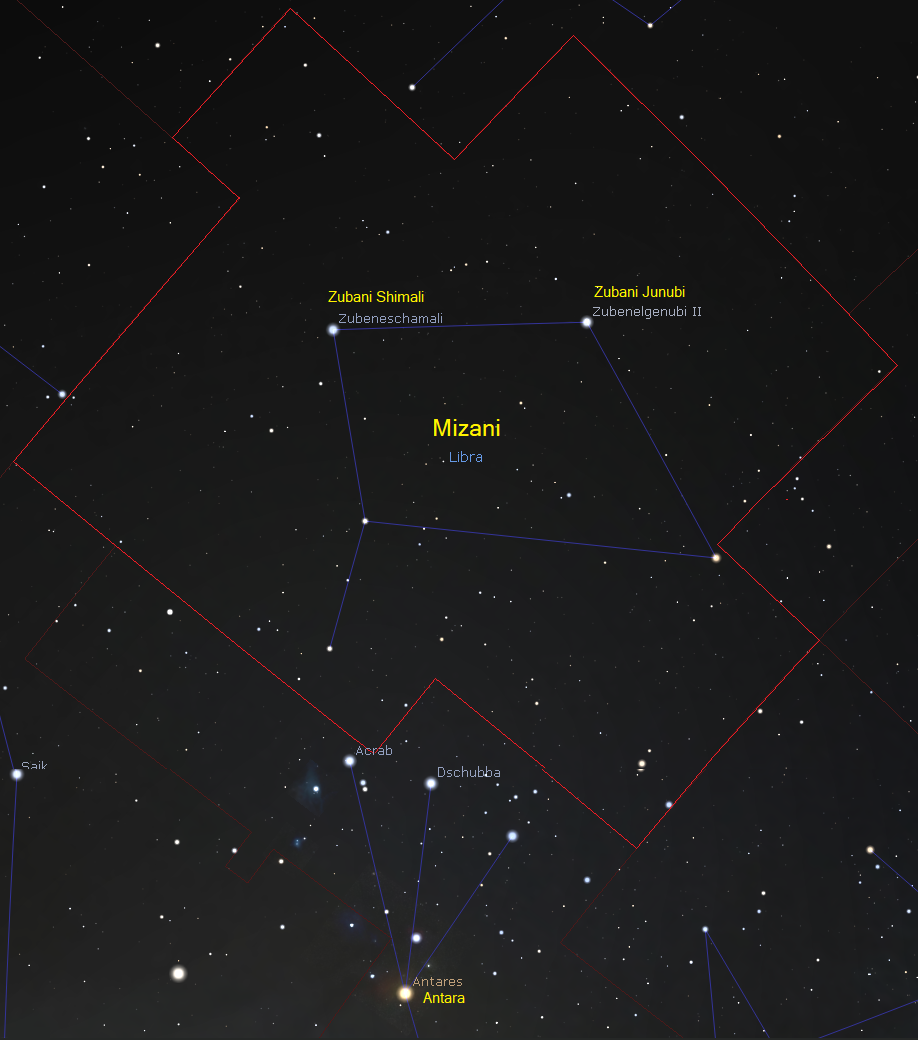
La estrella Zubeneschamali en la constelación de Libra

Zubeneschamali o Zuben Elschemali es el nombre de la estrella β Librae (β Lib / 27 Librae), de magnitud aparente +2,61 y la más brillante de la constelación de Libra.

## Nombre
El nombre de Zubeneschamali proviene de la frase árabe الزبن الشمالية Al Zuban al Shamaliyyah, «la pinza norte», refiriéndose a la vecina constelación de Escorpión.
Kiffa Borealis, otro nombre ocasional, proviene tanto del árabe como del latín, significando «el plato norte de la balanza»; Lanx Septentrionalis, otra denominación de esta estrella, tiene el mismo origen.
Se piensa que esta estrella marcaba la 22 constelación eclíptica de Babilonia, Nura sha-Iltānu, «la luz del norte».
Junto a Zubenelgenubi (α Librae) eran conocidas en la antigua Persia como Çrob, «la astada», mientras que en Sogdiana eran Ghanwand, «la que tiene garra».

## Características físicas
A una distancia de 160 años luz del sistema solar, Zubeneschamali es una estrella de la secuencia principal de tipo espectral B8V. Este tipo de estrellas suelen parecer de color azul claro, pero Zubeneschamali ha sido descrita frecuentemente como verde, siendo en ese caso la única de este color visible a simple vista. Con una luminosidad 130 veces mayor que la del Sol, su temperatura superficial es de 12 000 K. Esta elevada temperatura produce luz con un espectro simple, haciendo que sea ideal para el estudio del gas y polvo interestelar entre nosotros y la estrella.
Al igual que otras estrellas similares, la velocidad de rotación de Zubeneschamali es muy alta —de al menos 260 ± 26 km/s—, unas 130 veces superior a la del Sol.
Tiene una masa de 3,85 masas solares, siendo su edad estimada de 100 millones de años.
Astrónomos de la antigüedad atestiguaron que Zubeneschamali era tan brillante o más que la cercana Antares (α Scorpii). De acuerdo a Eratóstenes (200 a. C.), Zubenschamali era más brillante que Antares; Ptolomeo, 350 años después, dijo que era tan brillante como esta. La diferencia de brillo actual entre ambas estrellas es notable, ya sea porque Antares ha aumentado su brillo o porque Zubeneschamali ha perdido intensidad.